# 二碘乙炔
二碘乙炔（英语：Diiodoethyne或diiodoacetylene）是一种有机碘化合物，化学式为C2I2。它是一种白色、易挥发的固体，可溶于有机溶剂。它可由三甲基甲硅烷基乙炔经碘化反应制得。虽然样品在80°C以上会爆炸，但二碘乙炔是二卤代乙炔中最容易处理的。例如，二氯乙炔更易挥发且更易爆。X射线晶体学证实，二碘乙炔是线性分子。然而，它是一种对冲击、热和摩擦敏感的化合物。与其他卤代炔烃一样，二碘乙炔是一种强卤键供体。